# Kingfisher Airlines
Kingfisher Airlines — бывшая индийская авиакомпания, базировшаяся в Бангалоре. В среднем самолёты авиакомпании совершали 218 как внутренних, так и дальнемагистральных международных рейсов в день в 38 аэропортов. Основными базами авиакомпании были аэропорты Бангалора, Мумбаи, Хайдарабада и Дели. Kingfisher Airlines через свою холдинговую компанию United Breweries Group владела 50 % акций бюджетного авиаперевозчика Kingfisher Red, ранее известного под названием Air Deccan. Компания прекратила выполнение полётов в октябре 2012 года.
В 2008 году Kingfisher стала одной из шести авиакомпаний мира, получивших оценку пять звёзд от Skytrax, вместе с Asiana Airlines, Malaysia Airlines, Qatar Airways, Singapore Airlines и Cathay Pacific Airways. В июле того же года доля Kingfisher на рынке авиаперевозок Индии составила 14,3 %, а Air Deccan — 13,5 %.

## История
Авиакомпания начала работу 9 мая 2005 года, взяв в лизинг четыре Airbus A320-200. В июле 2007 года Kingfisher начал совершать внутренние рейсы. Было объявлено о планах совершать рейсы в США на Airbus A340-500 и Airbus A380-800. Собственником авиакомпании был United Breweries Group.
13 октября 2008 года было объявлено о создании альянса Kingfisher с Jet Airways. Альянс предполагает кодшеринговое соглашение на внутренних и международных рейсах, общее управление заказами топлива, объединённые наземные службы, совместное использование экипажей и общую программу лояльности.
7 июня 2010 Kingfisher подписала договор о вступлении в альянс «oneworld»..
1 октября 2012 года авиакомпания прекратила полеты в связи с забастовкой инженеров. Долги компании составляли $2,49 миллиарда.
В феврале 2013 года у авиакомпании отозвали свидетельство эксплуатанта.

## Назначения
Kingfisher Airlines вместе с Kingfisher Red была второй по масштабу частной авиакомпанией Индии после Jet Airways и её подразделения Jet Lite, а также составляла значительную конкуренцию Air India на внутреннем рынке. В ноябре 2007 года Kingfisher Airlines совершала 218 рейсов в день в 37 аэропорта Индии. Вместе с авиакомпанией Kingfisher Red выполнялось 570 ежедневных рейсов в 69 городов Индии.
3 сентября 2008 года Kingfisher airline начала международные рейсы, первым из которых был рейс в лондонский аэропорт Хитроу. Авиакомпания планировала открыть другие международные рейсы, например, в США.

## Флот

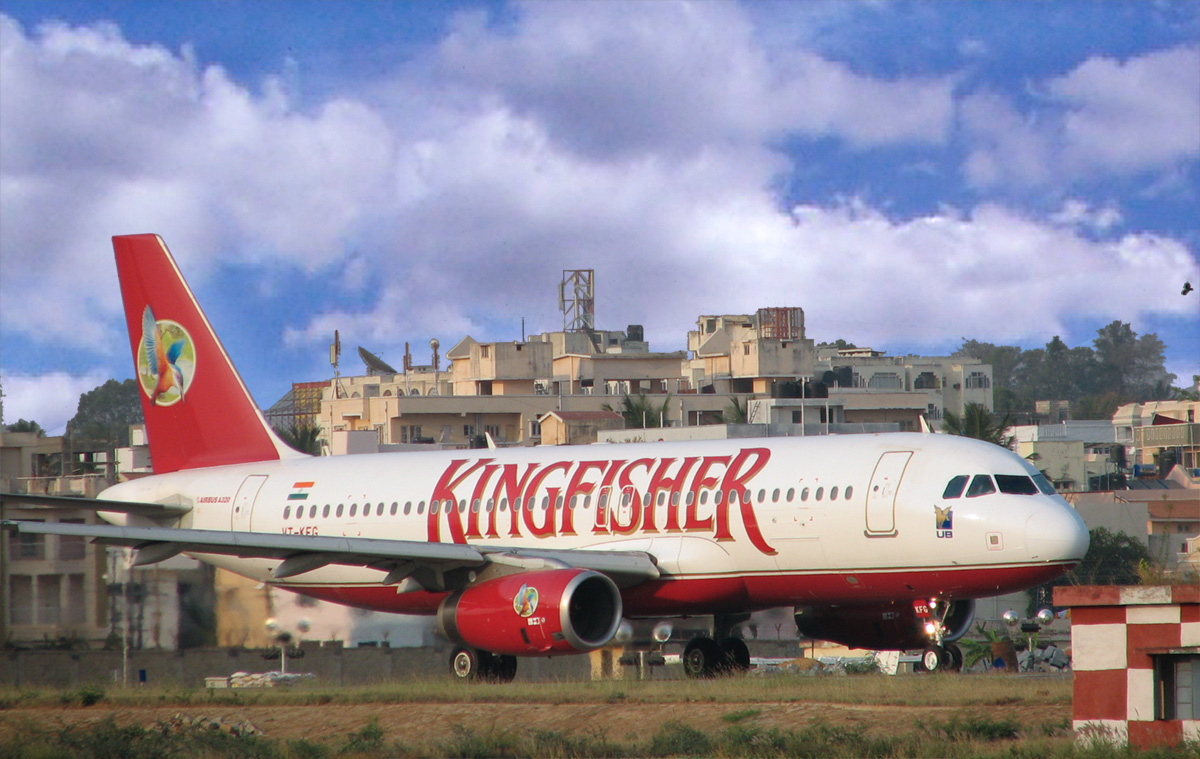
Airbus A320 Kingfisher Airlines

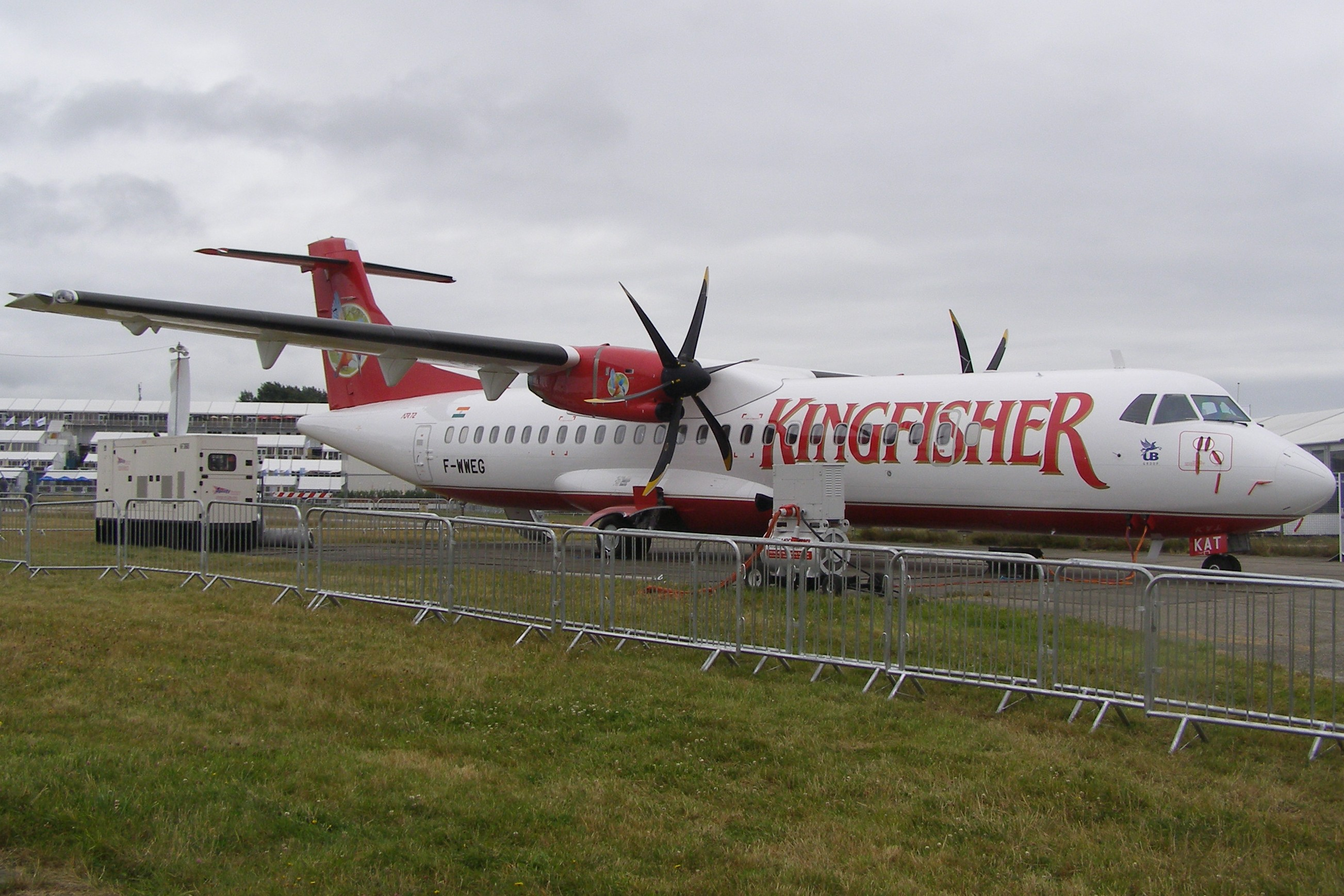
ATR 72

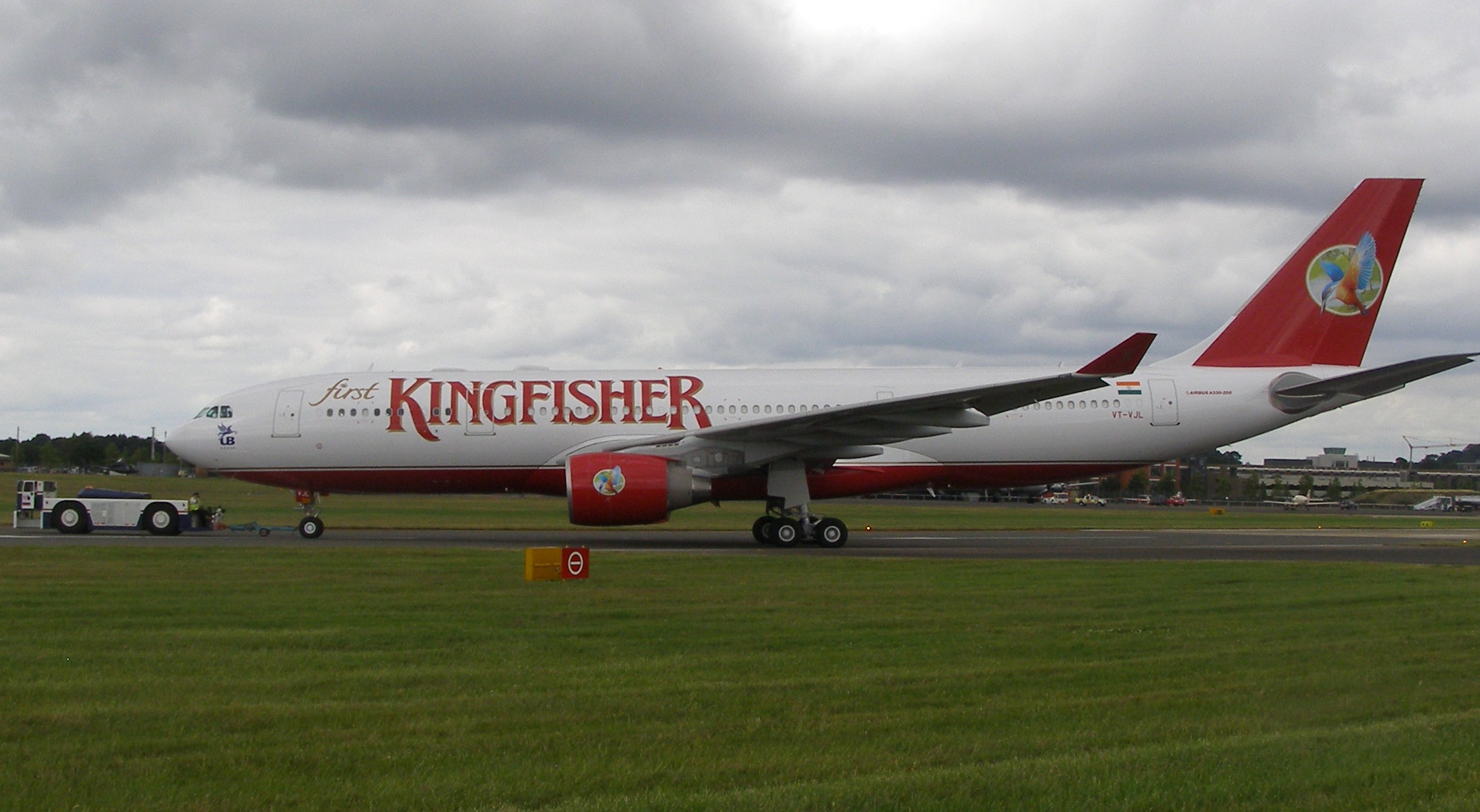
Airbus A330-200

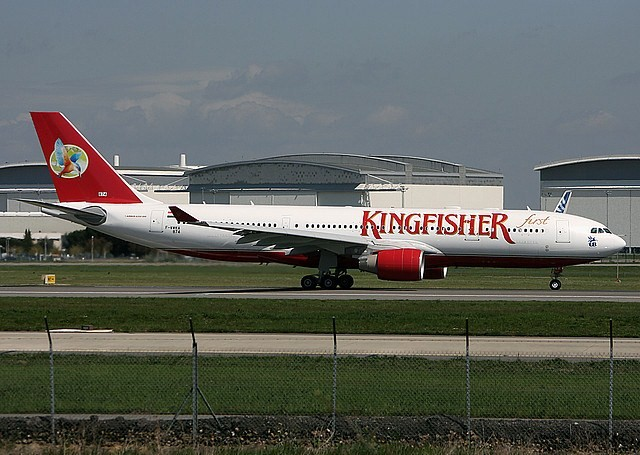
Airbus A330-200

На момент прекращения деятельности флот Kingfisher Airlines состоял из ATR 42, ATR 72 и самолётов семейства A320, выполнявших региональные рейсы малой протяжённости, и дальнемагистральных Airbus A330-200 .
До 2015 года авиакомпания планировала получить самолёты A350-800 и A380. Также для Kingfisher были построены два Airbus A340 в модификации A340-500 для сверхдальних рейсов, которые стали последними произведёнными A340 вообще, но поставлены из-за банкротства авиакомпании не были.
Флот Kingfisher Airlines по состоянию на 6 июля 2008 года включал следующие самолёты:
Средний возраст флота Kingfisher Airlines по состоянию на март 2008 года составлял 1.7 лет.

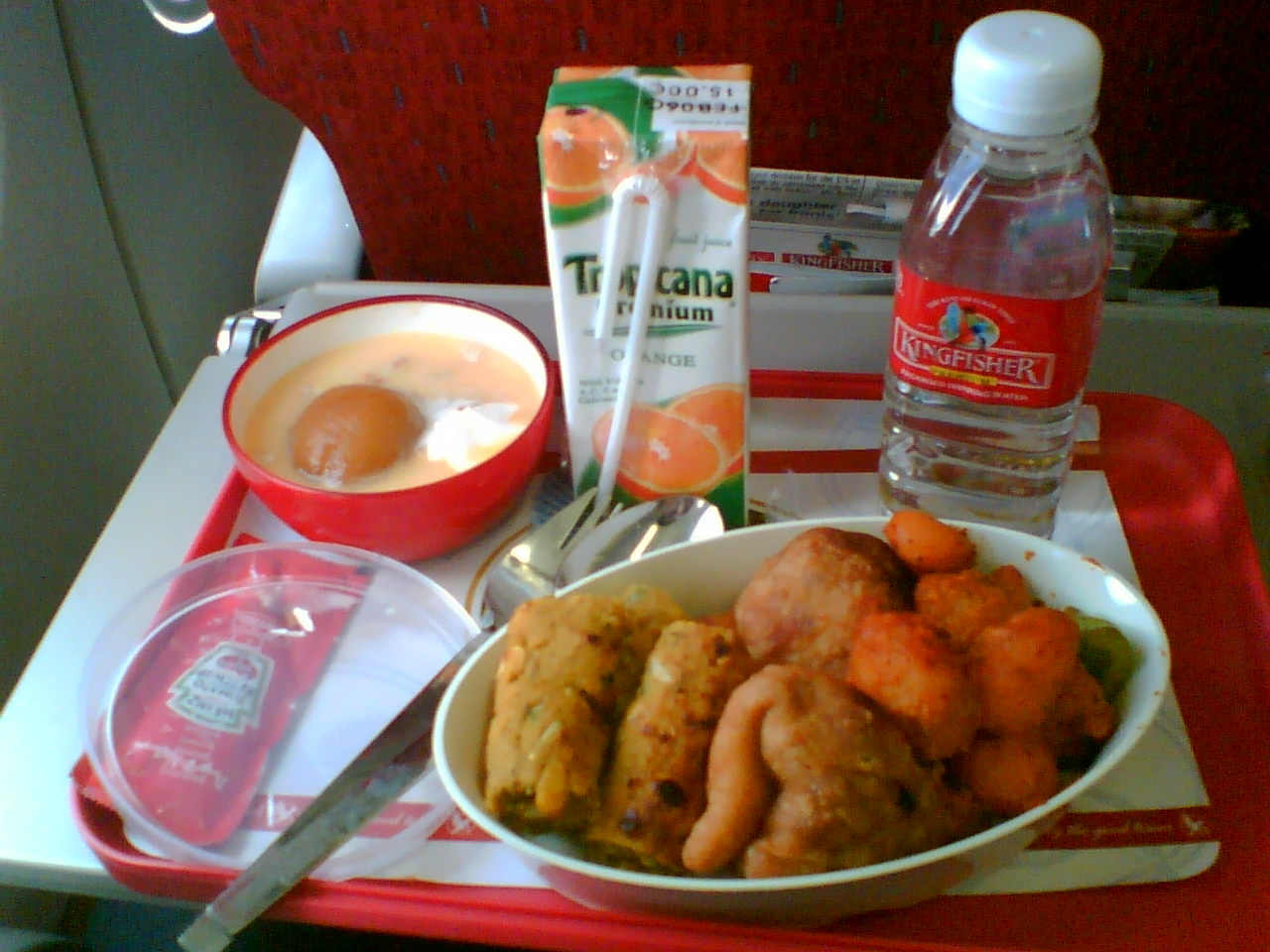
Питание на борту Kingfisher

## Кодшеринговые соглашения
- Continental Airlines[14]
- Emirates Airline[15]
- Northwest Airlines[16]
- Jet Airways